# Зиславиці
Зиславиці (пол. Zysławice) — село в Польщі, у гміні Казімежа-Велька Казімерського повіту Свентокшиського воєводства.
Населення — 160 осіб (2011).
У 1975-1998 роках село належало до Келецького воєводства.

## Демографія
Демографічна структура на день 31 березня 2011 року:
|          | Загалом | Допрацездатний вік | Працездатний вік | Постпрацездатний вік |
| -------- | ------- | ------------------ | ---------------- | -------------------- |
| Чоловіки | 86      | 22                 | 59               | 5                    |
| Жінки    | 74      | 8                  | 46               | 20                   |
| Разом    | 160     | 30                 | 105              | 25                   |